# Cargèse
Cargèse (en corse : Carghjese ; en grec cargésien Καρκέζα) est une commune française située dans la circonscription départementale de la Corse-du-Sud et le territoire de la collectivité de Corse. Elle appartient à l'ancienne piève de Sevinfuori, dans les Deux-Sevi.

## Géographie

### Situation
Cargèse est une commune de la façade littorale occidentale de Corse, située à près de 35 km « à vol d'oiseau » au nord d'Ajaccio. C'est l'une des neuf communes du canton des Deux-Sevi ; elle en est la plus peuplée. Son territoire actuel faisait partie de la pieve de Paomia.
Communes limitrophes

### Géologie et relief
Cargèse occupe une position quasi centrale dans le Vicolais et la Corse occidentale géologiquement ancienne, constituée pour l'essentiel de roches granitiques, que les géologues distinguent ordinairement de la Corse orientale où dominent les schistes et qu'un sillon central dépressionnaire étroit sépare depuis l'Ostriconi jusqu'à Solenzara.
Son territoire est la terminaison en mer, à la punta Cargèse, d'un chaînon secondaire articulé à la pointe de Cricche (2 053 m d'altitude, sommet « à cheval » sur Ota et Albertacce) sur la chaîne principale de l'île, une ligne où s'élèvent les plus hauts sommets qui constituent une véritable barrière entre les deux départements actuels.
Il est composé de moyennes montagnes dont le plus haut sommet est le Capu di Bagliu (696 m) avec, de part et d'autre :
- au nord, une plaine arrosée par la rivière Chiuni et le ruisseau d'Esigna,
- au sud, une plaine arrosée par le ruisseau d'Arbitreccia et le ruisseau de Bubia.

#### Façade maritime

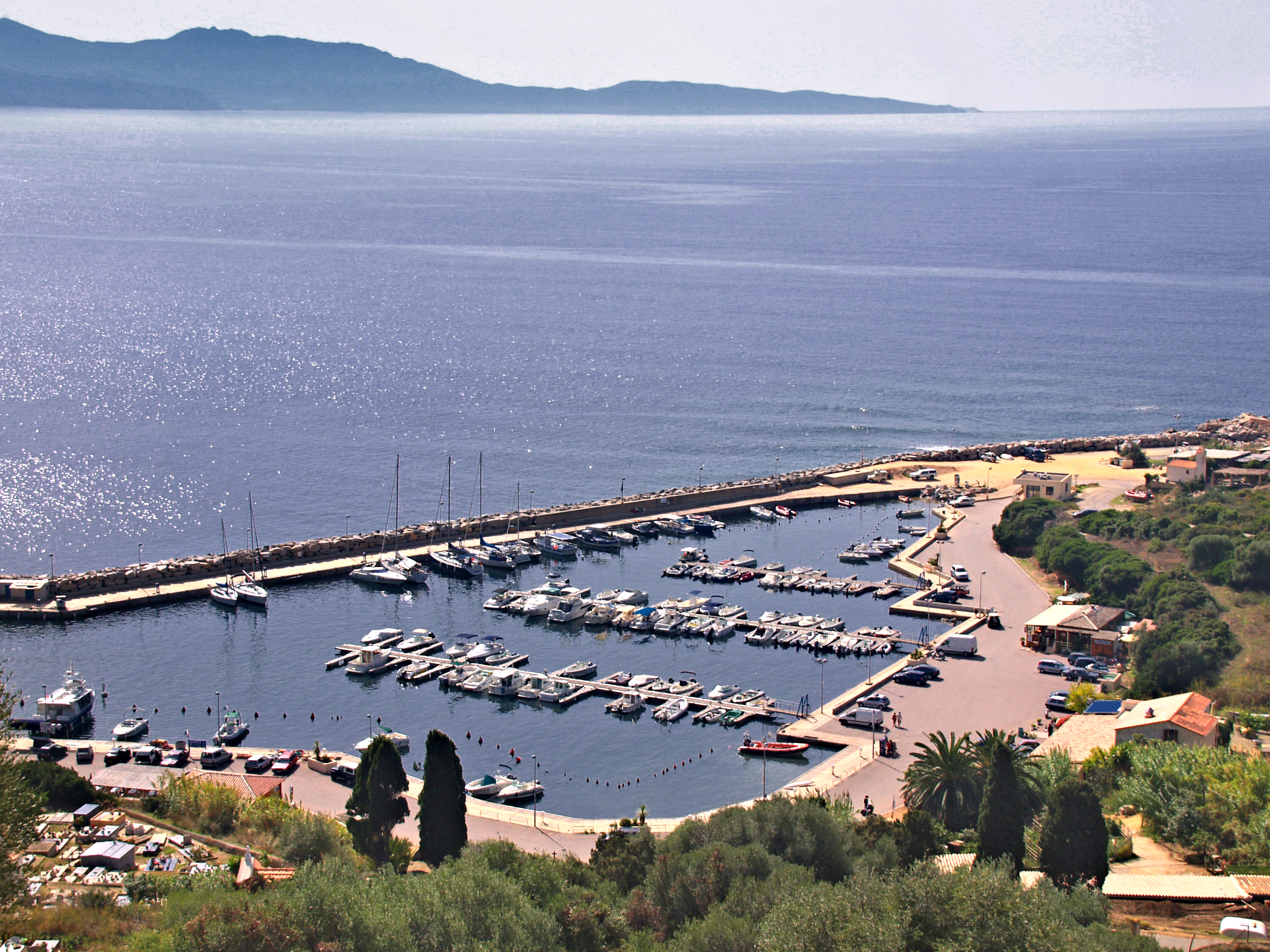
La marina.

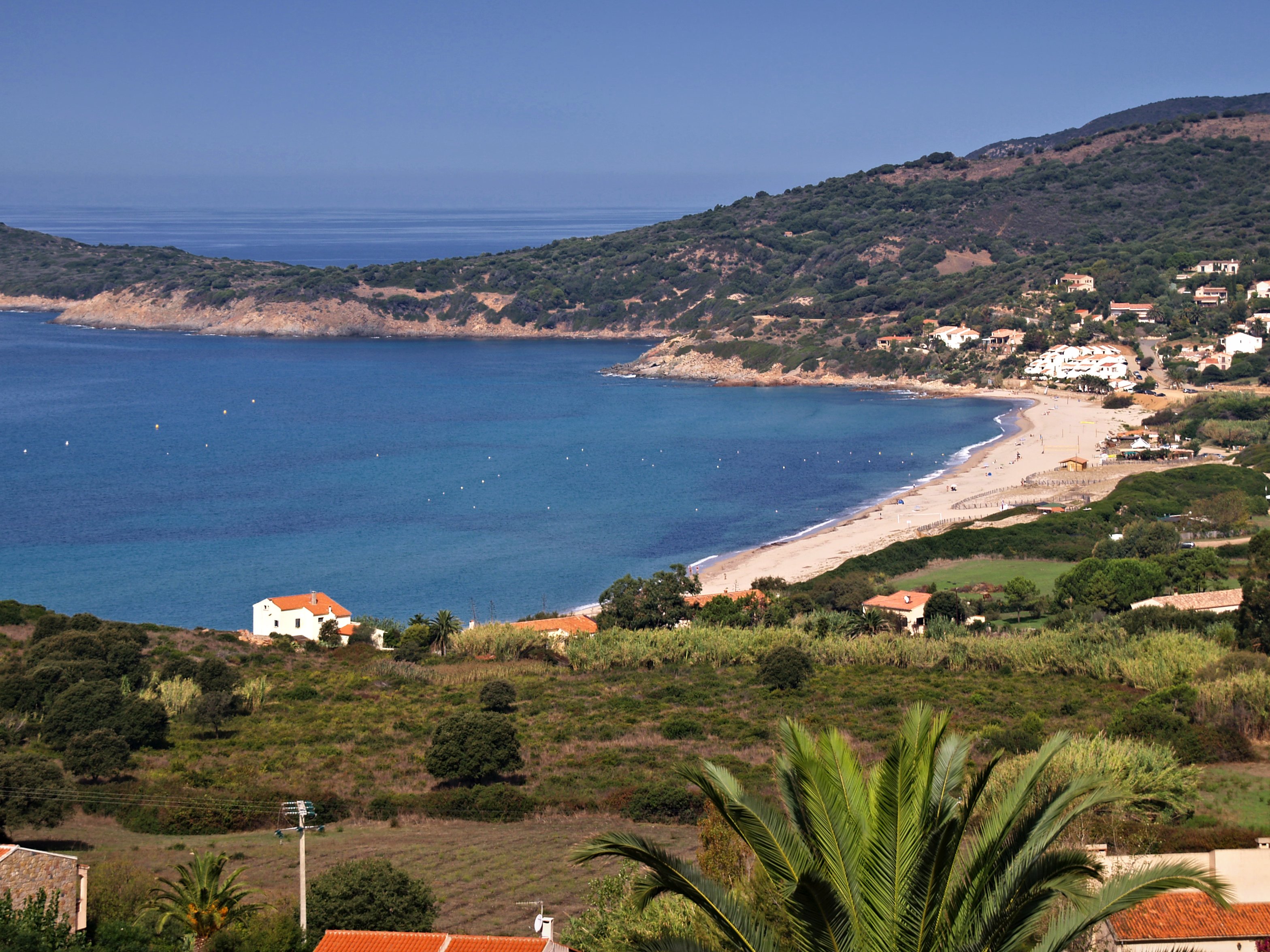
La plage de Peru et hameau de Marchese.

Le littoral de la commune est une côte déchiquetée, avec trois pointes rocheuses toutes surmontées de tours génoises : Punta d'Orchinu, Punta d'Ormigna et Punta di Cargèse. Au sud du village, se trouve le port de plaisance.
La côte comporte cinq plages, qui sont du nord au sud :
- Plage de Chiuni, à 7 km du village, lieu d'un centre de vacances "Club Méditerranée", délimitée par l'embouchure du ruisseau de Chiesaccia et l'embouchure de la rivière ou plutôt du petit fleuve côtier le Chiuni, prolongement du ruisseau de Lumbertacciu dont la partie aval du cours délimite le territoire de la commune avec celui de Piana.
- Plage du Peru au nord du village et au nord de laquelle se situe l'embouchure du ruisseau d'Esigna.
- Plage de Stagnoli (ou la plage de la Confina (lieu d'un centre UCPA)), depuis l'embouchure du ruisseau Bubia qui marque les limites sud de la commune.
- Plage de Menasina au sud-est du village de Cargèse.
- Plage de Capizollu entre Porto Monaghi et Punta di Molendinu, où les Grecs qui vinrent fonder Paomia débarquèrent en 1676.

### Hydrographie
Le réseau hydrographique est dense. Du nord au sud, citons les principaux :
- Rivière Chiuni[2] est le principal cours d'eau. Il porte en amont, les autres noms de ruisseau de l'Umbertacciu, ruisseau des Sulleoni et ruisseau de Riogna. Long de 15,8 km, il prend sa source sur Marignana. Six cours d'eau confluent avec lui, le plus important étant le ruisseau de Chesaccia[3]. Il est tributaire de la mer Méditerranée. Son embouchure se situe dans le golfe de Chiuni, au nord de la plage au nord de la plage de Chiuni.
- Ruisseau d'Esigna[4]. Long de 9 km, il a sa source également sur Marignana. Il est longé sur une bonne partie de son cours par les sentiers de grande randonnée Tra mare e monti et Mare a mare Nord. Son embouchure se situe dans le golfe de Peru, au nord de la plage éponyme.
- Ruisseau de Ménasina[5]. Long de 1,6 km, il prend source sur la commune. Son embouchure se situe dans le golfe de Sagone, au milieu de la plage de Menasina.
- Ruisseau d'Arbitreccia[6]. Long de 3,4 km, il prend source sur la commune. Son embouchure se situe dans le golfe de Sagone, au nord de la plage de Stagnoli.
- Ruisseau de Bubia[7], autre nom ruisseau de Bisacciolu. Long de 11,1 km, il prend source sur la commune de Vico. Son embouchure se situe dans le golfe de Sagone, au sud de la plage de Stagnoli. La majeure partie du ruisseau de Bubia délimite Cargèse de Vico.

### Climat et végétation
Commune du littoral, Cargèse bénéficie d'un climat méditerranéen maritime aux écarts thermiques modérés grâce à l'influence de la mer. En hiver, il ne gèle que rarement sur le littoral ; en hiver, la neige peut-être quelquefois abondante sur les hauteurs.
L'été au village est chaud, le pouvoir rafraîchissant de la montagne ne se faisant pas ressentir. Bien ensoleillée, la commune est parfois soumise à de brusques variations thermiques et à des vents de sud-ouest dominant (libecciu) assez fréquents. Le ponente, vent d'ouest, est moins actif sur la région pourtant ouverte sur l'ouest. Les automnes s'achèvent souvent par des pluies orageuses méditerranéennes.
Le territoire communal est couvert d'une luxuriante végétation. Le couvert végétal varie en fonction de l'altitude. À l'étage méditerranéen, de 0 à 600 mètres d'altitude, prédominent le chêne vert, le pin de Corte et dans certains secteurs le chêne liège. L'olivier s'est développé ici, surtout à l'époque moderne, au détriment des espèces précédentes. On trouve aussi les espèces typiquement méditerranéennes comme la bruyère blanche, l'arbousier ou le lentisque. À l'étage subméditerranéen, supérieur à 600 m d'altitude, soit au nord de la commune, on trouve la grande chênaie verte d'Esigna-Revinda-Menasina-Paomia d'une superficie de 803 ha, associée à un haut maquis à bruyères blanche et à arbousiers à Paomia, au frêne orne à Esigna et à l'olivier à Menasina.

### Voies de communication et transports

#### Accès routiers
Cargèse est desservie par la route D81 qui relie Mezzavia (Ajaccio) à Calvi. Les villages les plus proches par cette route sont Piana au nord et Sagone au sud.
La route D181 permet aussi de gagner le village depuis la D70 (Sagone - Vico).

#### Transports
Les taxis sont disponibles toute l'année. Une ligne de bus desservant Ajaccio est ouverte l'été, avec deux arrêts quotidiens à Cargèse. La gare la plus proche se trouve à Sarrola-Carcopino et est distante par route, d'environ 45 km.
Les port et aéroport les plus proches sont ceux d'Ajaccio, distants respectivement de 50 km et 53 km.

## Urbanisme

### Typologie
Au 1er janvier 2024, Cargèse est catégorisée bourg rural, selon la nouvelle grille communale de densité à sept niveaux définie par l'Insee en 2022.
Elle est située hors unité urbaine et hors attraction des villes,.
La commune, bordée par la mer Méditerranée, est également une commune littorale au sens de la loi du 3 janvier 1986, dite loi littoral. Des dispositions spécifiques d’urbanisme s’y appliquent dès lors afin de préserver les espaces naturels, les sites, les paysages et l’équilibre écologique du littoral, tel le principe d'inconstructibilité, en dehors des espaces urbanisés, sur la bande littorale des 100 mètres, ou plus si le plan local d’urbanisme le prévoit.

### Occupation des sols
L'occupation des sols de la commune, telle qu'elle ressort de la base de données européenne d’occupation biophysique des sols Corine Land Cover (CLC), est marquée par l'importance des forêts et milieux semi-naturels (68,1 % en 2018), néanmoins en diminution par rapport à 1990 (70,2 %). La répartition détaillée en 2018 est la suivante : 
milieux à végétation arbustive et/ou herbacée (49,1 %), prairies (15,1 %), zones agricoles hétérogènes (13,8 %), forêts (13,8 %), espaces ouverts, sans ou avec peu de végétation (5,2 %), zones urbanisées (2 %), espaces verts artificialisés, non agricoles (0,5 %), eaux maritimes (0,4 %). L'évolution de l’occupation des sols de la commune et de ses infrastructures peut être observée sur les différentes représentations cartographiques du territoire : la carte de Cassini (XVIIIe siècle), la carte d'état-major (1820-1866) et les cartes ou photos aériennes de l'IGN pour la période actuelle (1950 à aujourd'hui).

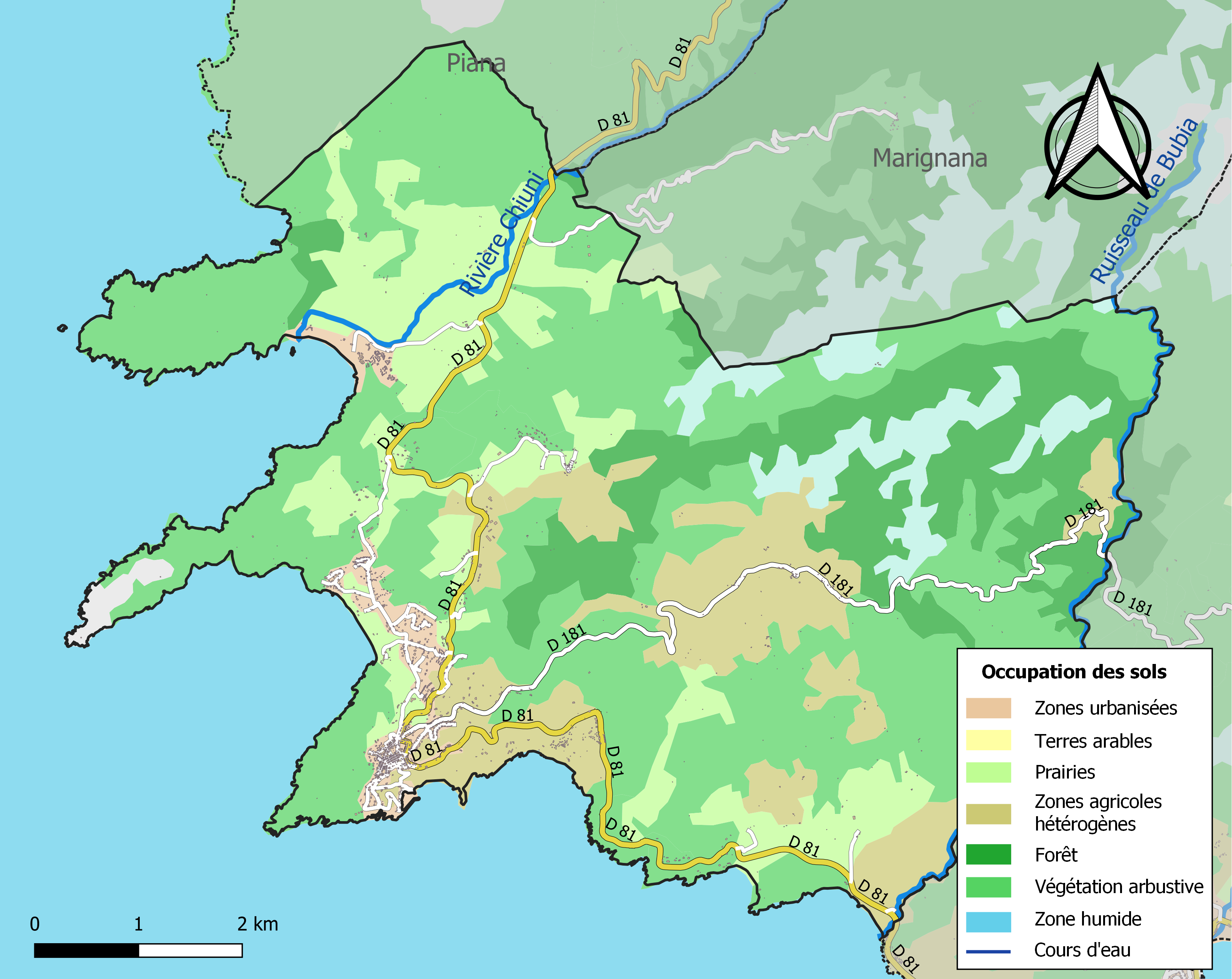
Carte des infrastructures et de l'occupation des sols de la commune en 2018 (CLC).

### Cargèse village
Le village de Cargèse est situé sur la Punta di Cargese, à près de 100 mètres d'altitude sur un promontoire à l'extrémité nord du golfe de Sagone, entre ce dernier et le petit golfe de Peru. Il est dominé par les clochers de ses deux remarquables églises catholiques, de rites oriental et latin.

### Marina di Cargèse
Cargèse dispose d'un port de pêche et plaisance, au sud et en contrebas du village. S'y trouve une chapelle.

### Les hameaux de Cargèse
Ces hameaux sont tous situés sur le littoral qui est l'attrait touristique de la commune :
- Frimicaghiola, au nord de Cargèse au sud de la plage de Peru. Proche au nord-est, se trouve U Cabanicciu
- Marchese, au nord de la plage de Peru
- Ménasina, à l'est de Cargèse, dispose d'un camp de vacances
- Lozzi est un ancien village au nord-est de Cargèse et en retrait de la côte. S'y trouve l'église Saint-Jean-Baptiste
- Chiuni constitué essentiellement par le village de vacances du Club Méditerranée, à proximité et au sud de la plage de Chiuni

### Paomia
Paomia était dès le XIIe siècle le centre de l'ancienne piève de Paomia. L'église Saint-Jean-Baptiste en était l'église principale.
Le site comportait plusieurs édifices religieux, tous détruits, notamment du fait des Corses en lutte contre les Grecs qui étaient restés fidèles à leurs bienfaiteurs génois. Seule demeure aujourd'hui en bon état, la chapelle Sainte-Marie au hameau de Rondulinu.
Si l'ancien village de Paomia a été rasé depuis longtemps, puis abandonné, plusieurs de ses hameaux sont aujourd'hui habités. Ils sont Rondulinu, Curona, Pancone et U Cuventu. Paomia est desservie par la route D181.

## Toponymie
En corse la commune se nomme Carghjese et en grec moderne : Καργκέζε.

## Histoire

### Moyen Âge
Au XIe siècle, le comte Ugo Colonna était devenu maître de la Corse après avoir chassé les Sarrasins. Il avait deux fils, l'un appelé Bianco, et l'autre Cinarco ; il leur donna de vastes seigneuries dans le Delà des Monts. Bianco fut seigneur de Calcosalto, où se trouve aujourd'hui Bonifacio, et établit sa résidence à Carbini ; Cinarco, seigneur de S. George, se fixa à Lecce del Loppio. Cinarco construit plus tard le château de Cinarca, auquel il donna son nom, et fut la souche des Cinarchesi.
De Cinarco était né le comte Oliviero, d'Oliviero le comte Rinaldo, de Rinaldo le comte Guglielmo, auquel succéda le comte Forte de Cinarca dont le fils Antonio épousa Bianca, une fille de Ginevra, femme du comte Arrigo Bel Messere.
- 1250 -  Les Pisans donnèrent à Sinucello Della Rocca le titre de Comte de Corse et l'envoyèrent dans l'île comme général. À partir de ce moment, il fut appelé Giudice et non plus Sinuccello. Giudice della Rocca ou de Cinarca[Note 1] devient seigneur de toute la Corse. Il se trouva donc maître de tout le pays compris entre S. Giorgio et Bonifacio.
- 1289 - Le 24 mai, tous les seigneurs se soumettent à Gênes.

Cargèse n'existait pas à l'époque. Son territoire actuel faisait partie du territorio Cinarchese avant de passer dans la pieve de Paomia, dans l'ancienne juridiction ou province génoise de Vico. Paomia était le seul lieu habité car le littoral était constamment razzié par les barbaresques.

### Temps modernes

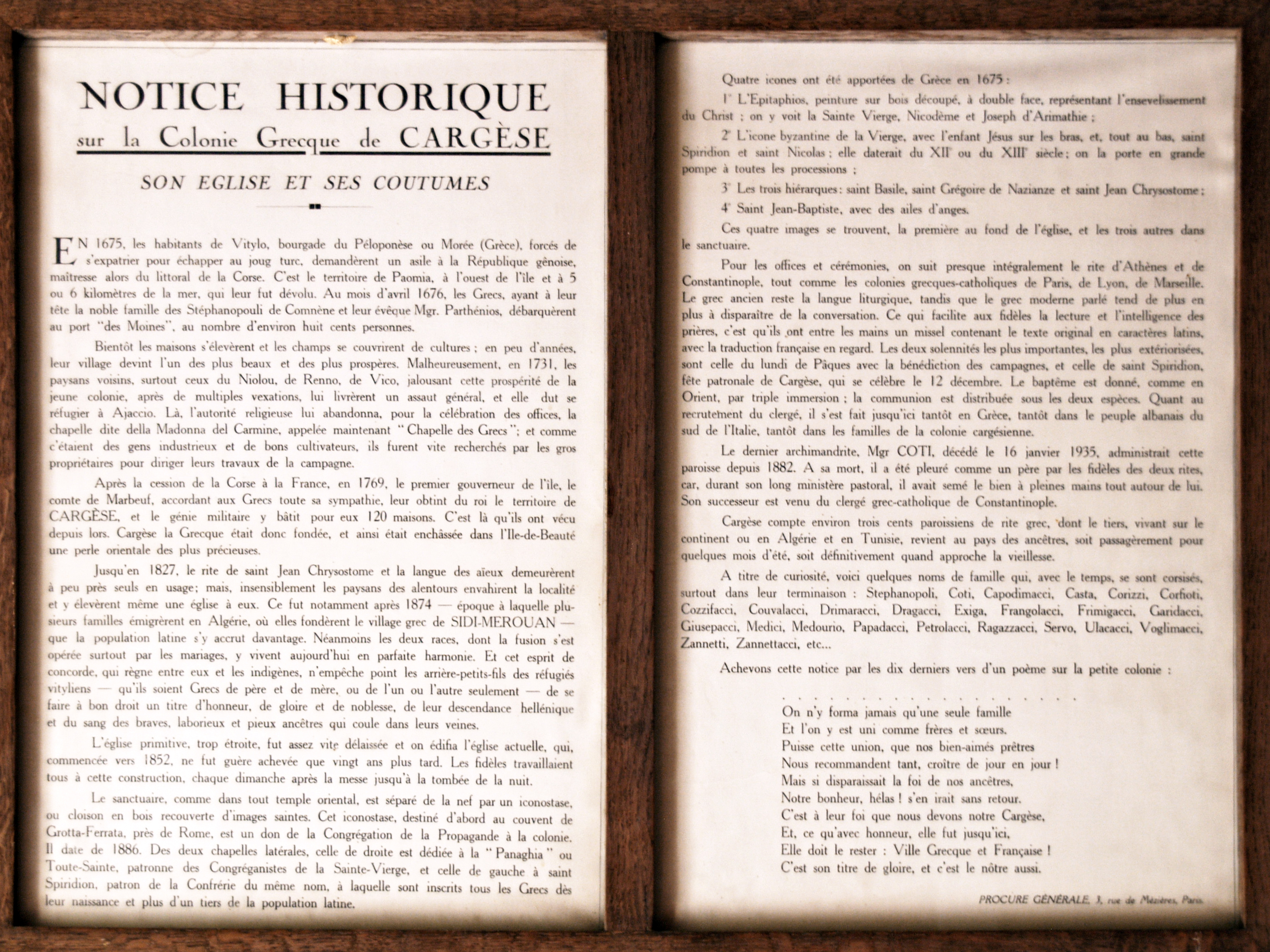
Histoire de la colonie grecque.

Au XVIe siècle la pieve de Paomia n'avait qu'un seul lieu habité : Paomia qui comptait environ 750 habitants vers 1520.
En janvier 1676, une petite colonie de six cents Grecs issus du village de Vitylo (actuellement en grec moderne : Οίτυλο), situé au sud du Péloponnèse dans la presqu'île du Magne, fuyant l'occupation turque, s'établirent dans l'arrière-pays de Sagone, à Paomia, à deux kilomètres à l'est de l'actuel Cargèse, après un passage par la république de Gênes qui leur accorda ces terrains abandonnés au maquis (la Corse était alors génoise). Ils furent cependant mal accueillis par les populations locales qui voyaient en eux des alliés de la république de Gênes et des personnes venues s'enrichir sur leur terre.
Au début du XVIIIe siècle, la communauté de Paomia était détruite par les populations corses de Vico dès 1730. Elle faisait partie de la pieve de Siasalogna dévastée également, mais par les incessantes razzie barbaresques et qui se trouvait dans le ressort de la juridiction de Vico. Celle-ci était composée des communautés de Otta 76 hab., Piane 187 hab. et Paomia de Greci 626 hab.. Dans le rapport qu'il rédigea pour les Génois, l'abbé Francesco Maria Accinelli a écrit : « Sei Pievi, cioè Vico, Sorunzù, Sevinentro, Cruzini, e Siasalogna con 4 000 e più abitanti formano questa Giurisditione (de Vico). Dette pievi à risalua di quella di Vico sono quasi distrutte. Li suoi villaggi sono Otta, le Piane, e Paomia de Greci, hà il suo scalo nel principio del Golfo di Sagone, avendo annesso altro piccolo vilagio con chiesa dedicata a S.Martino ».
Sur le plan religieux, Paomia faisait partie du diocèse de Sagone. Mais en raison de l'insécurité régnant sur le littoral, l'évêque résidait dans une pro-cathédrale à Calvi.
- 1732 - Les Grecs durent se réfugier dans la tour d'Omigna puis à Ajaccio face aux attaques des villageois corses.
- 1768 - Avec la cession de la Corse par les Génois, l'île passe sous administration française.
- 1771 - La piève de Siasalogna prend le nom de piève de Sevinfuori.
- 1773 - Les Grecs reçurent du gouverneur français de l’île, Marbeuf, le territoire de Cargèse et y édifièrent un village de 120 maisons. Une centaine de familles grecques consentirent à s’y établir à partir du mois de mai 1775[22]. Marbeuf vit le village érigé en marquisat par le roi à son bénéfice, comme marquis de Cargèse. Il fit construire un château au nord-ouest du village, dans lequel il reçut la mère de Bonaparte pendant plusieurs étés. Certains auteurs[23] y voient d'ailleurs la naissance d'une idylle et la possibilité de voir Marbeuf comme le père géniteur de Napoléon Bonaparte. Marbeuf meurt d'une fièvre en 1786 à Bastia ; son château sera détruit en 1789 par des assaillants corses. Avec les siècles, les mariages mixtes entre les descendants de colons grecs et les Corses ont mêlé les deux communautés de Cargèse.
- 1778 - Création de la piève civile dite de Marbeuf, qui compte pour seule communauté Cargèse.
- 1790 - Avec la Révolution française est créé le département de Corse. La piève de Cargèse devient le canton de Cargèse.
- 1793 - An II. Les départements du Golo (l'actuelle Haute-Corse) et du Liamone sont créés. Le canton de Cargèse disparaît et est intégré dans le canton de Sevinfuori, déjà composé des communes d'Ota et Piana.
- 1828 - Le canton de Sevinfuori prend le nom de canton de Piana[24].

Les deux églises (rite latin et rite grec) sont construites dans la première moitié du XIXe siècle.

### Particularité religieuse

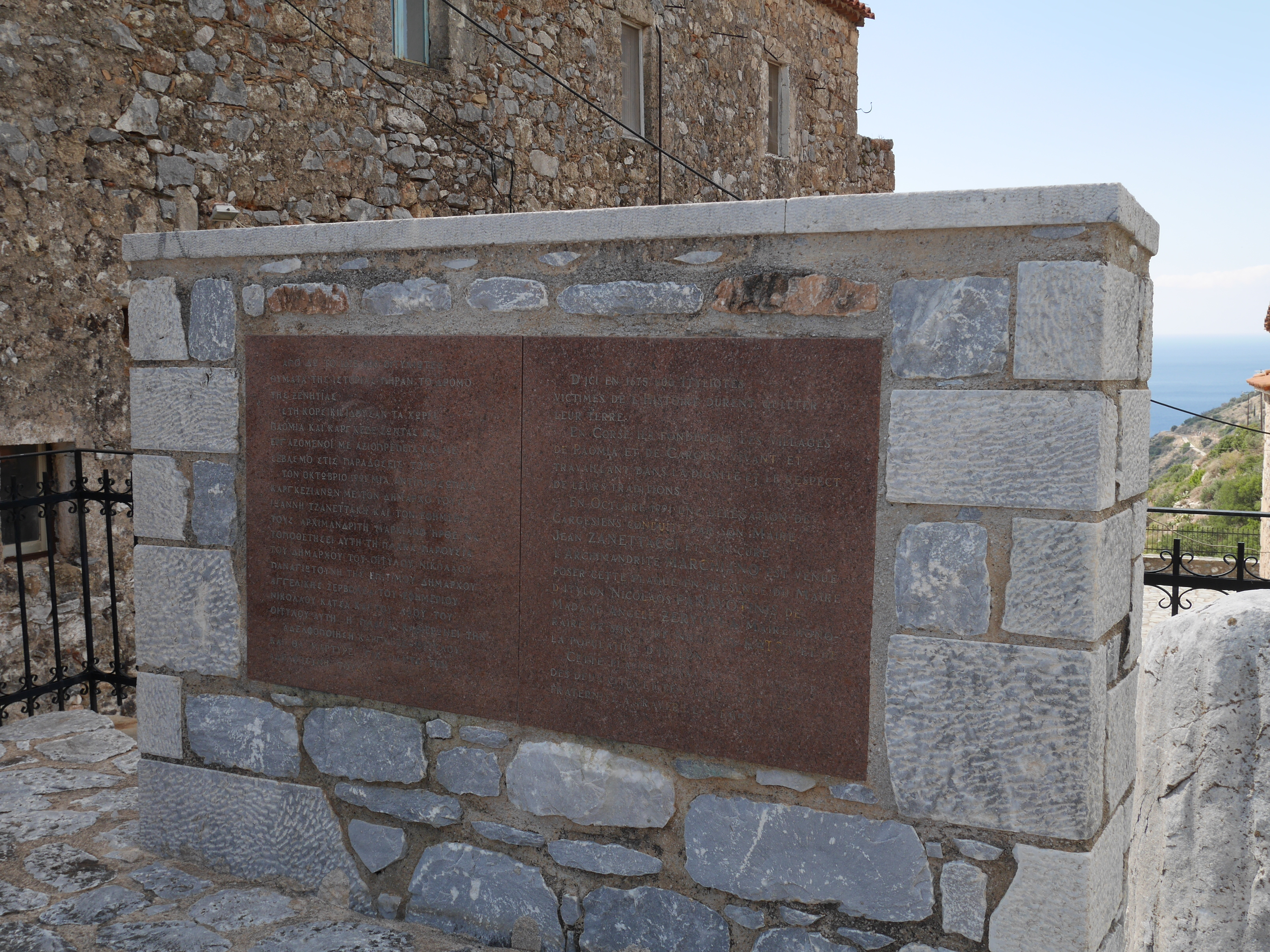
Plaque à Itylo commémorant le départ de la population pour la Corse.

Lorsque les Génois attribuèrent les terres de Paomia à la communauté grecque, ils firent remplir un contrat à ces derniers. Ce contrat stipulait que les Grecs pouvaient conserver leurs traditions orthodoxes, mais qu'ils se soumettaient tout de même à l'autorité papale. De plus, les futurs archimandrites de la communauté devaient suivre une formation à Rome. Ainsi, le rite byzantin grec a été totalement préservé jusqu'à nos jours. L'église est de nos jours desservie par le clergé catholique de rite grec ; l'actuel curé, installé le 12 septembre 2021, est l'archimandrite Antoine Forget, de l'Église grecque-catholique melkite. Avec le temps, la venue de Corses des villages avoisinants a permis l'implantation du rite latin. Les deux rites coexistent encore de nos jours.

### Époque contemporaine

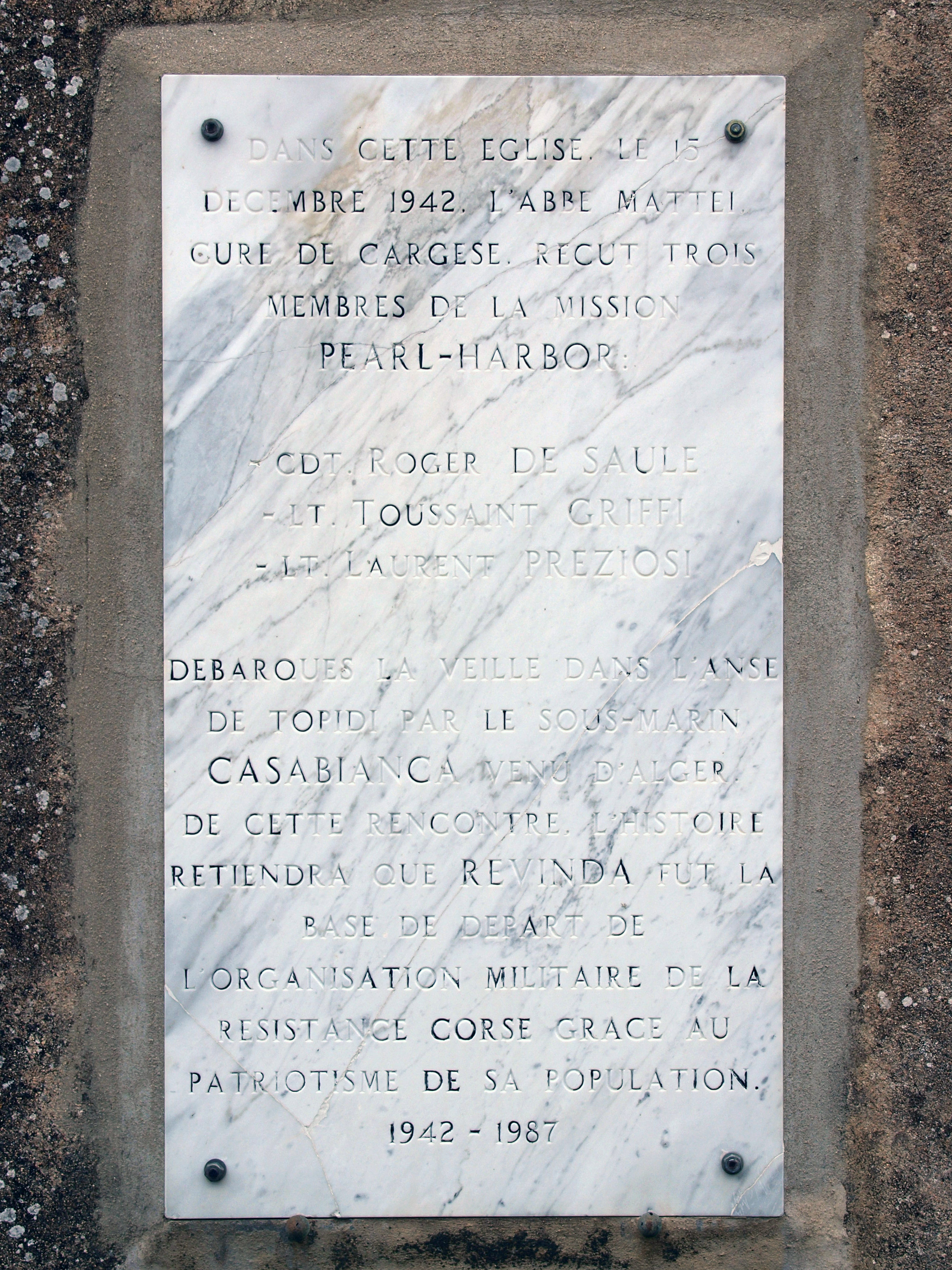
Plaque commémorative à Revinda du débarquement d'agents de la mission Pearl Harbour.

- 1942 - Dans la nuit du 14 au 15 décembre[26], le sous-marin Casabianca[27], parti d'Alger, effectua le débarquement d'hommes et de matériels à Cargèse en baie de Chiuni (crique de « Topiti »), réalisant ainsi la première mission de soutien à la résistance corse.
- 1954 - Le canton de Piana était composé des communes de Cargèse, Ota et Piana.
- 1973 - Le canton de Piana qui comprend Cargèse, devient le canton des Deux-Sevi (chef-lieu Piana).

## Politique et administration

### Liste des maires
| Période                                  | Période  | Identité             | Étiquette | Qualité |
| ---------------------------------------- | -------- | -------------------- | --------- | ------- |
| maire en 1911                            |          | Georges Stephanopoli |           |         |
| avant 1995                               | ?        | Jean Zanettacci      | DVD       |         |
| mars 2001                                | En cours | François Garidacci   |           |         |
| Les données manquantes sont à compléter. |          |                      |           |         |

### Jumelages
- Oïtylos (Grèce).

## Population et société

### Démographie
L'évolution du nombre d'habitants est connue à travers les recensements de la population effectués dans la commune depuis 1800. Pour les communes de moins de 10 000 habitants, une enquête de recensement portant sur toute la population est réalisée tous les cinq ans, les populations de référence des années intermédiaires étant quant à elles estimées par interpolation ou extrapolation. Pour la commune, le premier recensement exhaustif entrant dans le cadre du nouveau dispositif a été réalisé en 2007.

En 2022, la commune comptait 1 193 habitants, en évolution de −9,55 % par rapport à 2016 (Corse-du-Sud : +7,61 %, France hors Mayotte : +2,11 %).
| 1800 | 1806 | 1821 | 1831 | 1836 | 1841 | 1846 | 1851  | 1856  |
| ---- | ---- | ---- | ---- | ---- | ---- | ---- | ----- | ----- |
| 527  | 399  | 645  | 697  | 806  | 917  | 999  | 1 118 | 1 116 |

| 1861  | 1866  | 1872  | 1876 | 1881 | 1886  | 1891  | 1896  | 1901  |
| ----- | ----- | ----- | ---- | ---- | ----- | ----- | ----- | ----- |
| 1 063 | 1 136 | 1 078 | 849  | 933  | 1 001 | 1 178 | 1 216 | 1 138 |

| 1906 | 1911  | 1921 | 1926 | 1931 | 1936 | 1946 | 1954 | 1962 |
| ---- | ----- | ---- | ---- | ---- | ---- | ---- | ---- | ---- |
| 971  | 1 020 | 867  | 843  | 769  | 921  | 863  | 852  | 665  |

| 1968 | 1975 | 1982 | 1990 | 1999 | 2006  | 2007  | 2012  | 2017  |
| ---- | ---- | ---- | ---- | ---- | ----- | ----- | ----- | ----- |
| 753  | 889  | 898  | 915  | 982  | 1 117 | 1 137 | 1 263 | 1 325 |

| 2022  | - | - | - | - | - | - | - | - |
| ----- | - | - | - | - | - | - | - | - |
| 1 193 | - | - | - | - | - | - | - | - |

Les premières données démographiques de Cargèse datent de mai 1775 et correspondent aux 97 premières familles volontaires représentant 259 habitants qui s'y installèrent.

### Enseignement
Il existe un groupe scolaire (école primaire publique) à Cargèse. Le collège le plus proche se trouve à Vico et les lycées à Ajaccio.

### Institut d'études scientifiques de Cargèse
L'institut est établi à Cargèse depuis les années 1960, fondé par Maurice Lévy (physicien), originellement sous le nom de « villa Menasina », association loi de 1901. L'institut est une unité CNRS depuis 1996.

### Santé
Trois médecins ont leur cabinet à Cargèse qui dispose d'une pharmacie. S'y trouvent aussi infirmiers et masseurs kinésithérapeutes, un centre médico-psychologique et centre d'accueil thérapeutique à temps partiel - hôpital de jour. Le centre hospitalier le plus proche se situe à Ajaccio.

### Cultes

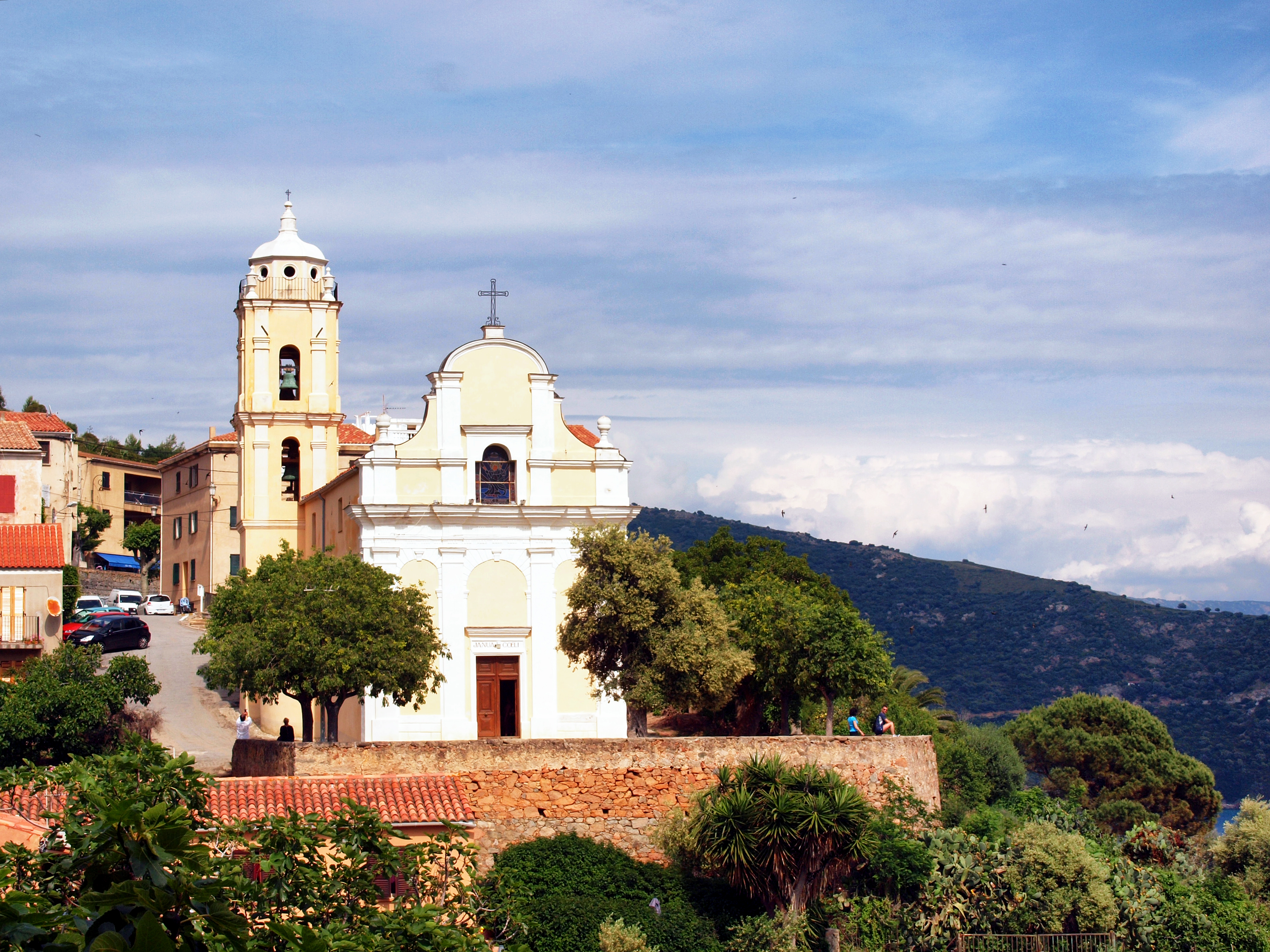
L'église de l'Assomption.

Les lieux des cultes existant à Cargèse concernent l'église grecque-catholique hellène (église Saint-Spyridon dite « grecque »), et l'église catholique (église de l'Assomption dite « latine »). Cette dernière, paroissiale, relève du diocèse d'Ajaccio.
Cargèse, récente ville grecque en Corse, perpétue certains rites :
- Le 12 décembre est fêté saint Spyridon.
- Le 14 septembre, fête de la Sainte-Croix (Santa Croce), est béni le basilic porté en procession à travers la ville.
- Le vendredi suivant le mercredi des Cendres, c'est le jour des morts. Blé cuit ou riz sucré (appelés kolyva dans la tradition grecque) sont apportés à la messe. En fin d'office, chaque fidèle en reçoit une part.

### Sports et loisirs

#### Randonnées
Cargèse est le point de départ/arrivée de deux sentiers de grande randonnée Tra Mare e Monti Nord et Mare a mare Nord. Le sentier Tra Mare e Monti est un sentier de moyenne montagne du PNRC reliant Calenzana à Cargèse, balisé en jaune. Sur le territoire communal, le sentier passe par l'église Saint-Jean-Baptiste, la statue-menhir voisine, le village de Lozzi, le cours du ruisseau d'Esigna, les bergeries de Santa-Lucia, et quitte la commune à l'approche de Punta di Ghiniparellu (471 m). Le sentier Mare a mare Nord relie Cargèse à San-Nicolao, il partage jusqu'à Évisa le parcours du sentier Tra Mare e Monti.
Un gîte d'étape se trouve à Cargèse.

## Culture locale et patrimoine

### Lieux et monuments
- Monument aux morts.

#### Les tours génoises

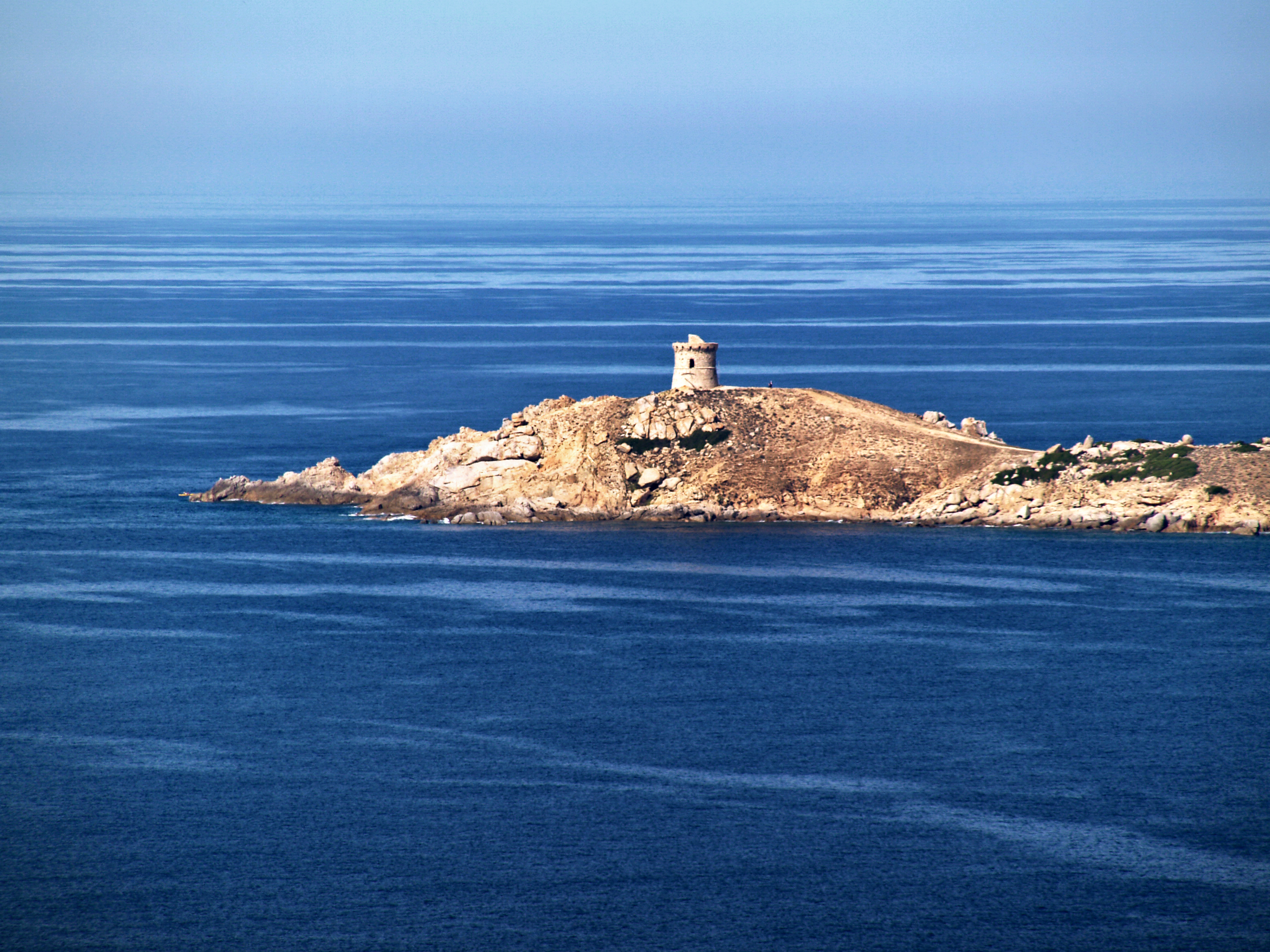
Tour d'Omigna.

Le littoral de Cargèse comprend trois pointes remarquables, Punta d'Orchinu, Punta d'Omigna et Punta di Cargèse, qui sont chacune surmontée d'une tour de guet génoise. Elles furent construites au XVIe siècle par les gens de Paomia, Revinda et Salona, réfugiées à Renno, sur ordre de Gênes, afin de se protéger des barbaresques qui commençaient à razzier les côtes de l'île.

##### Tour d'Orchinu
Elle est la tour génoise la plus au nord de la commune, construite à 172 m sur la punta d'Orchinu. Elle est ruinée.

##### Tour d'Omigna
C'est une tour ronde de douze mètres de haut, à deux niveaux avec terrasse, construite à l'extrémité de la punta d'Omigna durant la seconde moitié du XVIe siècle, afin de protéger des pirates barbaresques les terres cultivables du littoral. Elle faisait partie de la terre dite des Quatre tours et fut construite par les populations de Paomia, Revinda et Salona, réfugiées à Renno.
Autrefois appelée tour de Paomia, la tour d'Omigna a été le 27 avril 1731, le dernier retranchement pour 127 Grecs attaqués par 2 500 Corses révoltés. Après trois jours de siège, ils réussissent à se dégager et à rejoindre leur famille à Ajaccio.
La tour d'Omigna est classée monument historique par arrêté du 8 mars 1991.

##### Tour de Cargèse
La tour de Cargèse dont il ne reste plus que la base, est située à 157 m d'altitude à l'ouest du village, au sommet de la colline dominant le village, entre celui-ci et la Punta di Cargèse.

#### Église Saint-Spyridon dite «grecque»

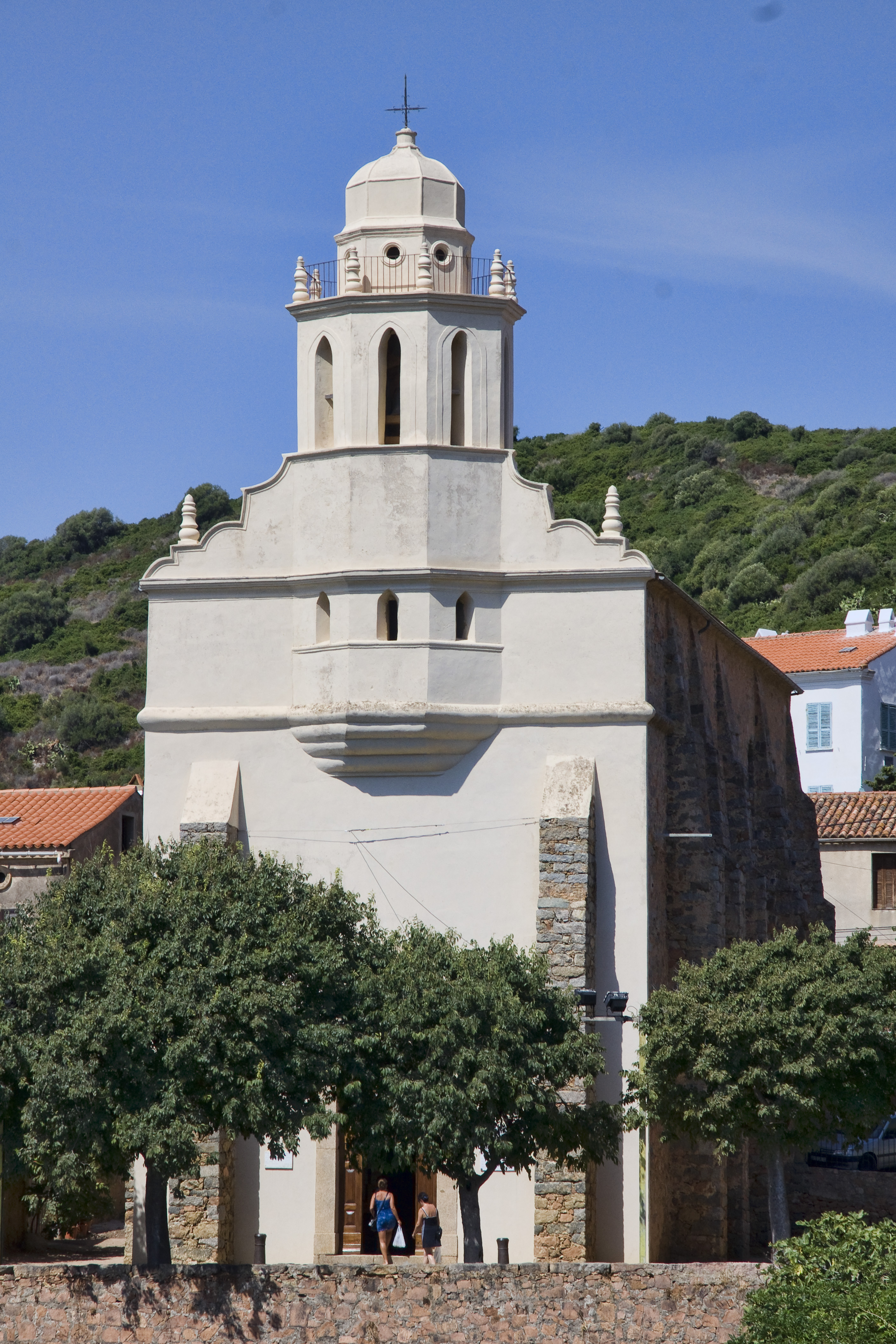
L'église dite grecque de Cargèse.

L'église Saint-Spyridon (San Spiridionu en corse, Ágio Spirídon en grec Cargésien) dite grecque est une église grecque-catholique, dédiée à saint Spyridon, évêque chypriote du IIIe siècle et patron des marins. Cette église a remplacé la chapelle établie en 1775 dans l'une des maisons de la colonie grecque.
Elle a été édifiée par les habitants de Cargèse de 1868 à 1874. Le sanctuaire est séparé de la nef par une iconostase, cloison de bois décorée d'images saintes sur fond d'or. On peut y admirer de superbes icônes apportées par les premiers habitants.
En 1846, la colonie grecque qui comptait 525 personnes, exprime son souhait de pouvoir disposer d'une église pouvant accueillir tous les fidèles de rite grec. L'édifice, inspiré du style néo-gothique, a été édifié dans le dernier tiers du XIXe siècle. Il comporte une façade antérieure épaulée par des contreforts et couronnée d'un clocher sur le pan. Le chevet est plat. L'intérieur se compose d'une seule nef séparée du sanctuaire par une iconostase. L'iconostase séparant la nef du sanctuaire est l'œuvre d'un atelier romain pour l'église du monastère Santa Maria di Grottaferrata. Elle a été offerte à l'église grecque de Cargèse en 1886, par Mgr Siméoni, préfet de la Congrégation « Propaganda Fide ». Les murs sont percés de treize niches à fond plat, inscrites dans des arcs brisés. Le décor est néo-classique.
Élévation, toiture et décor intérieur sont protégés et classés monuments historiques par arrêté du 30 juin 1990.
Les objets mobiliers qu'elle renferme sont protégés.

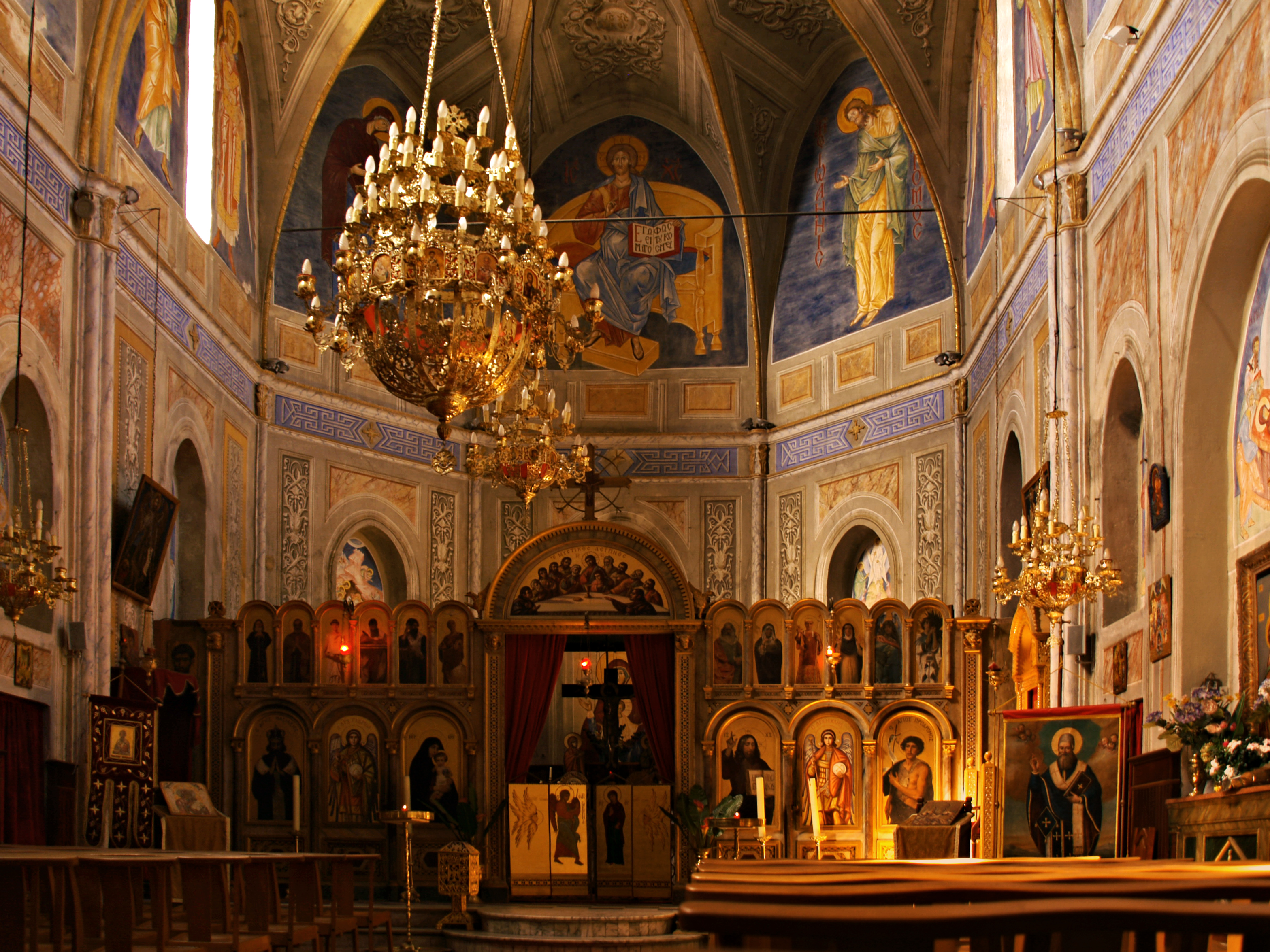
Sanctuaire et iconostase.
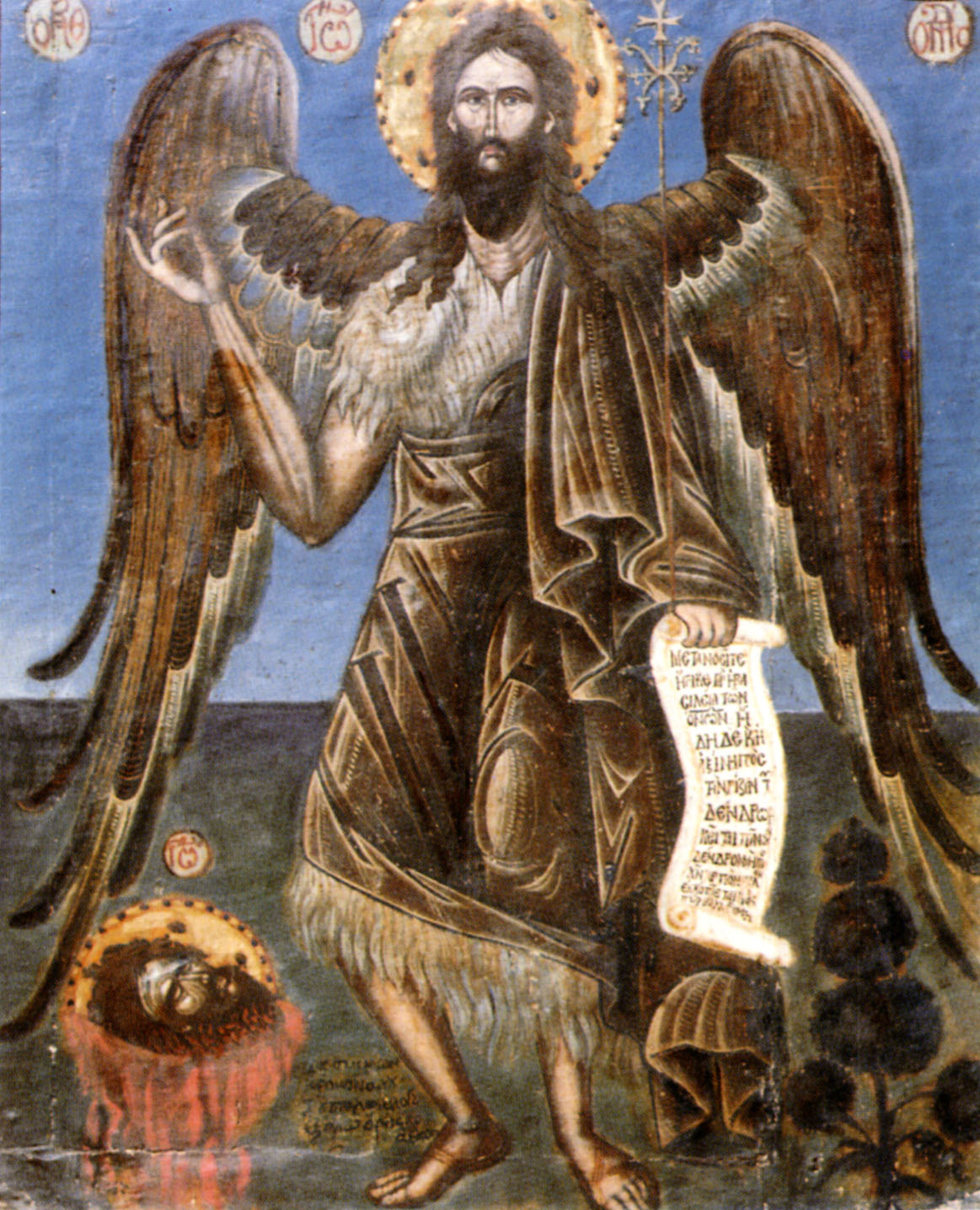
Saint Jean-Baptiste.
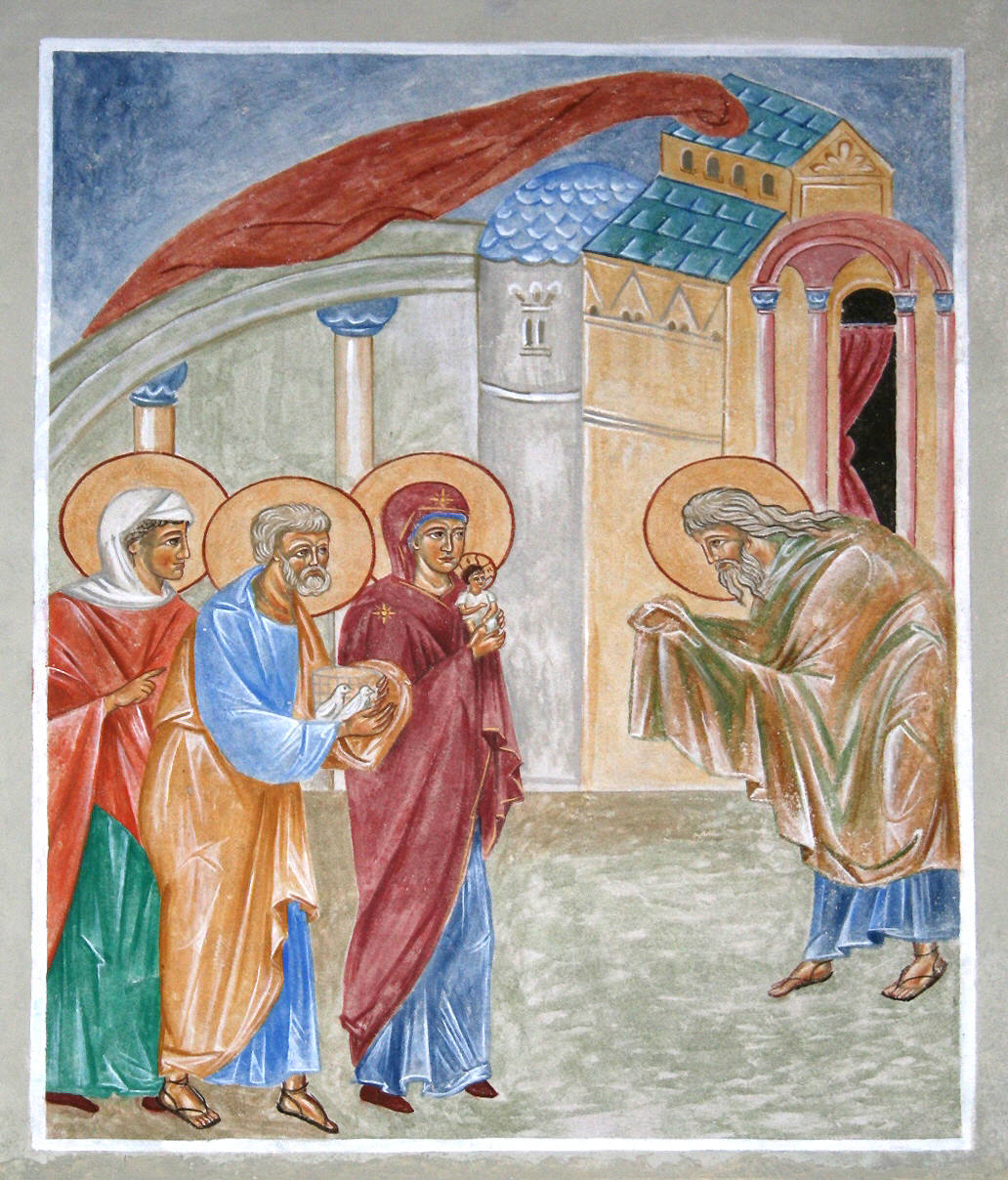
Présentation de la Vierge au temple.
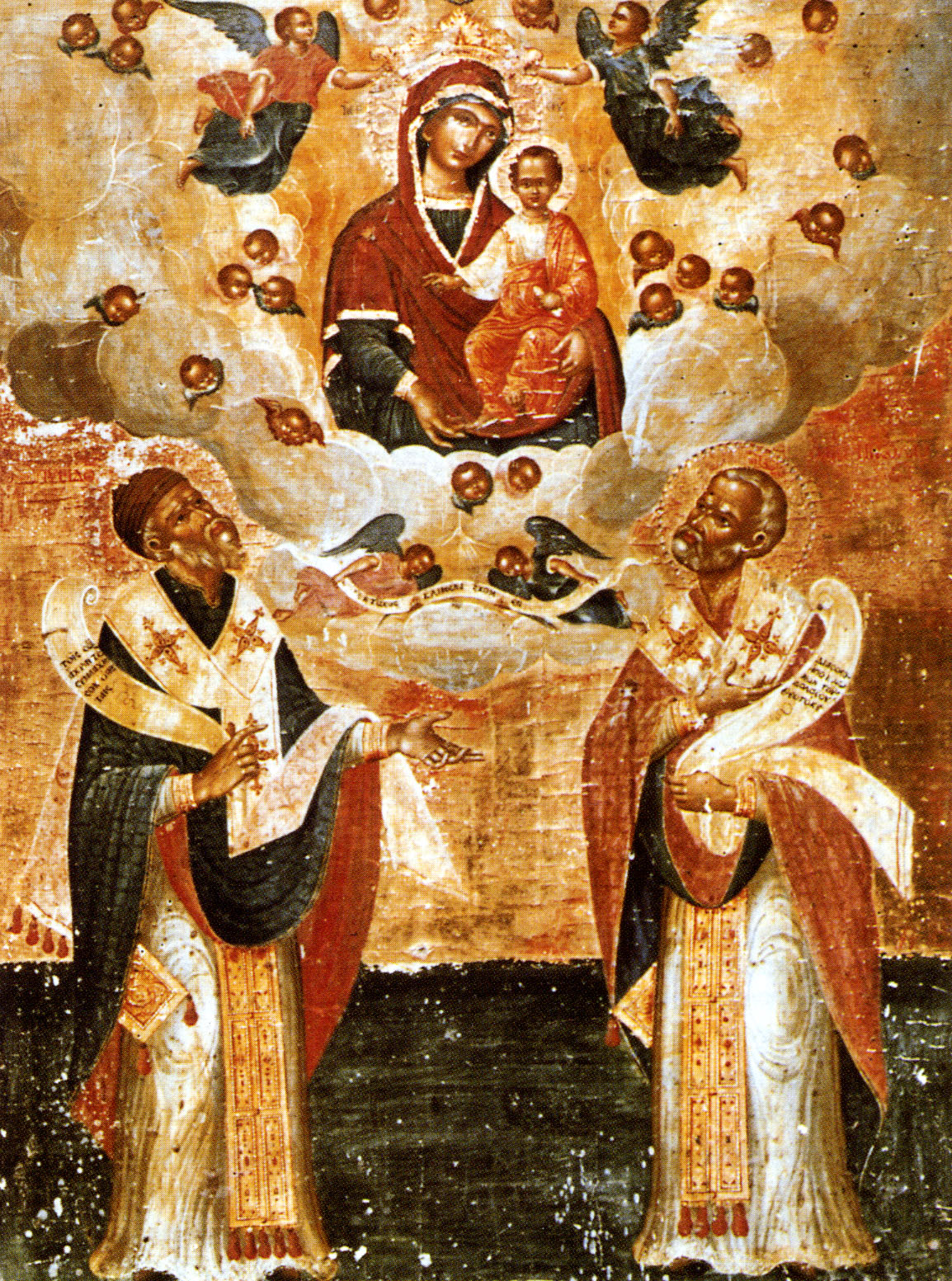
Vierge à l'Enfant.

#### Église de l'Assomption dite «latine»

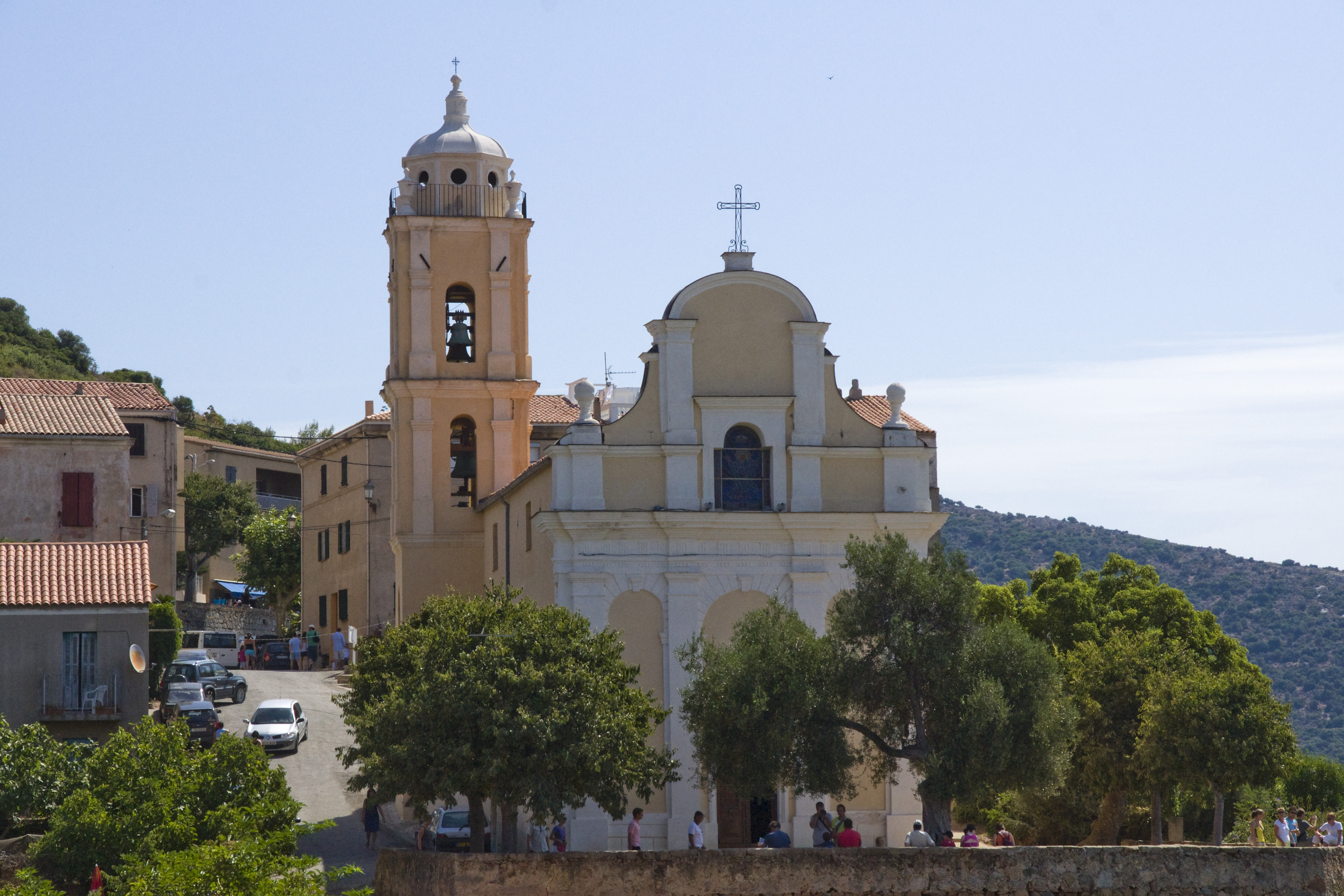
L'église latine.

Appelée aussi église Sainte-Marie, l'église de l'Assomption (Santa Marìa Assunta) fut édifiée au XIXe siècle, de 1822 à 1828, pour répondre aux besoins de la population catholique de rite latin.
L'église dite « latine » est paroissiale. Elle a été construite avec les fonds recueillis par souscription lancée en 1817. En 1835, elle est gravement endommagée par un violent orage. En 1837 l'agrandissement de l'église et la construction du maître-autel sont envisagés. En 1845, les aménagements intérieurs n'étaient toujours pas réalisés. Entre 1970 et 1975, le décor peint de la nef est réalisé. Entre 1992 et 1997, l'ornementation du chœur a été réalisée par deux peintres russes, Anastassiya Sokolova et Valeri Tchernoritski. L'église comporte une façade antérieure scandée de pilastres plats et couronnée d'un fronton ondulant. Son chevet est arrondi. Elle possède deux chapelles latérales.
L'intérieur de style baroque est décoré de peintures en trompe-l'œil. Cette église au clocher quadrangulaire est construite sur une terrasse dominant le golfe de Sagone. Elle fait face à l'église grecque.
En 1847 - 1848, est construit le clocher à étages, sommé d'un lanternon à oculus. Le clocher dont les cloches ont été exécutées en 1887 par le fondeur de cloches Ferdinand Farnier, est protégé et inscrit Monument historique par arrêté du 13 février 1989.

#### Autres patrimoines religieux

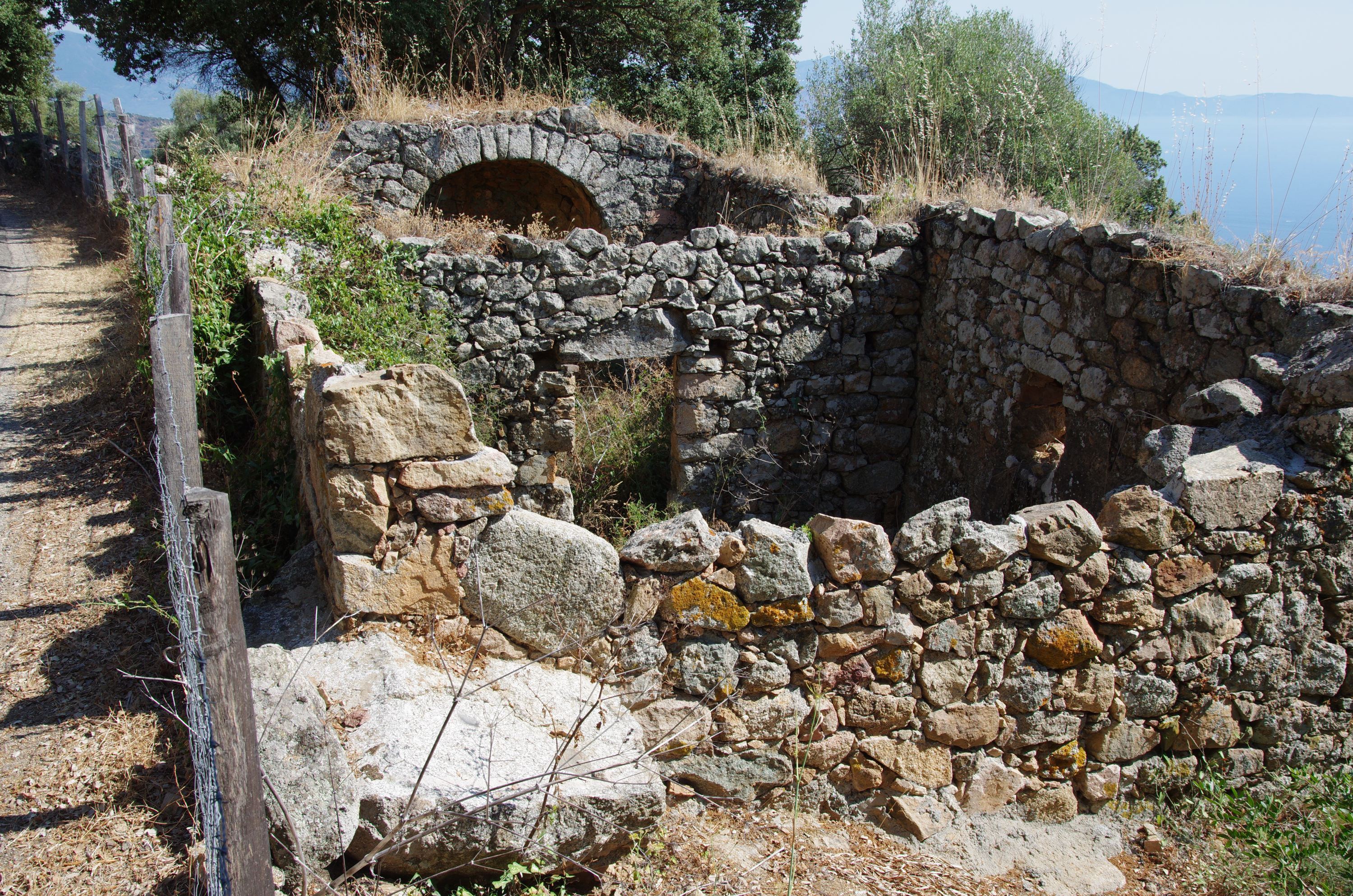
Ancienne chapelle Sainte Marie ruinée.

- Chapelle Sainte-Marie au hameau de Rundulinu, à Paomia, en bordure de la route D 181.
- église Saint-Élie de Cargèse. Elle est inscrite à l'Inventaire général du patrimoine culturel[37].
- Chapelle Saint-Érasme de Cargèse.
- Chapelle Saint-Jean-Baptiste de Lozzi. Elle est inscrite à l'Inventaire général du patrimoine culturel[38].

### Patrimoine culturel

#### Église Saint-Spyridon dite «grecque»
L'église paroissiale Saint-Spyridon dite église grecque est inscrite à l'Inventaire général du patrimoine culturel - Dossier versé le 27 juillet 2007.

#### Église paroissiale de l'Assomption dite église latine
L'église paroissiale de l'Assomption dite église latine est inscrite à l'Inventaire général du patrimoine culturel - Dossier versé le 27 juillet 2007.

#### Couvent de la Nativité de la Vierge
Ce sont des moines basiliens, venus du Magne, qui le font bâtir de 1676 à 1678, à proximité de l'ancienne chapelle romane Saint-Martin. En 1686 il est occupé par quatorze religieux. Ils font également reconstruire la chapelle Saint-Martin, dédiée à la Nativité de la Vierge, entre 1688 et 1689. Le couvent est abandonné en 1706, les moines étant morts ou ayant quitté définitivement Paomia. En 1727 il est réutilisé par un mont-de-piété ; il sera détruit en 1731, lors de l'insurrection des Corses contre Gênes.
L'ancien monastère de Saint-Martin se situe au lieu-dit U Cuventu à Paomia. Il est visité lors de sa tournée d'inspection en Corse, par Prosper Mérimée qui en rapporte : « Son apside est entourée d'une arcature dont les tympans sont alternativement en granit gris et en grès rouge. Au-dessous règne un bandeau, large de 0m40 qui tranche sur le granit dont se compose le reste du parement. Sous les tympans de l'arcature on voit quelques bas-reliefs frustes et très grossiers, où l'on distingue des animaux et des ornements bizarres… ».
Il est repris à l'Inventaire général du patrimoine culturel - Dossier versé le 27 juillet 2007.

#### Église Saint-Jean-Baptiste

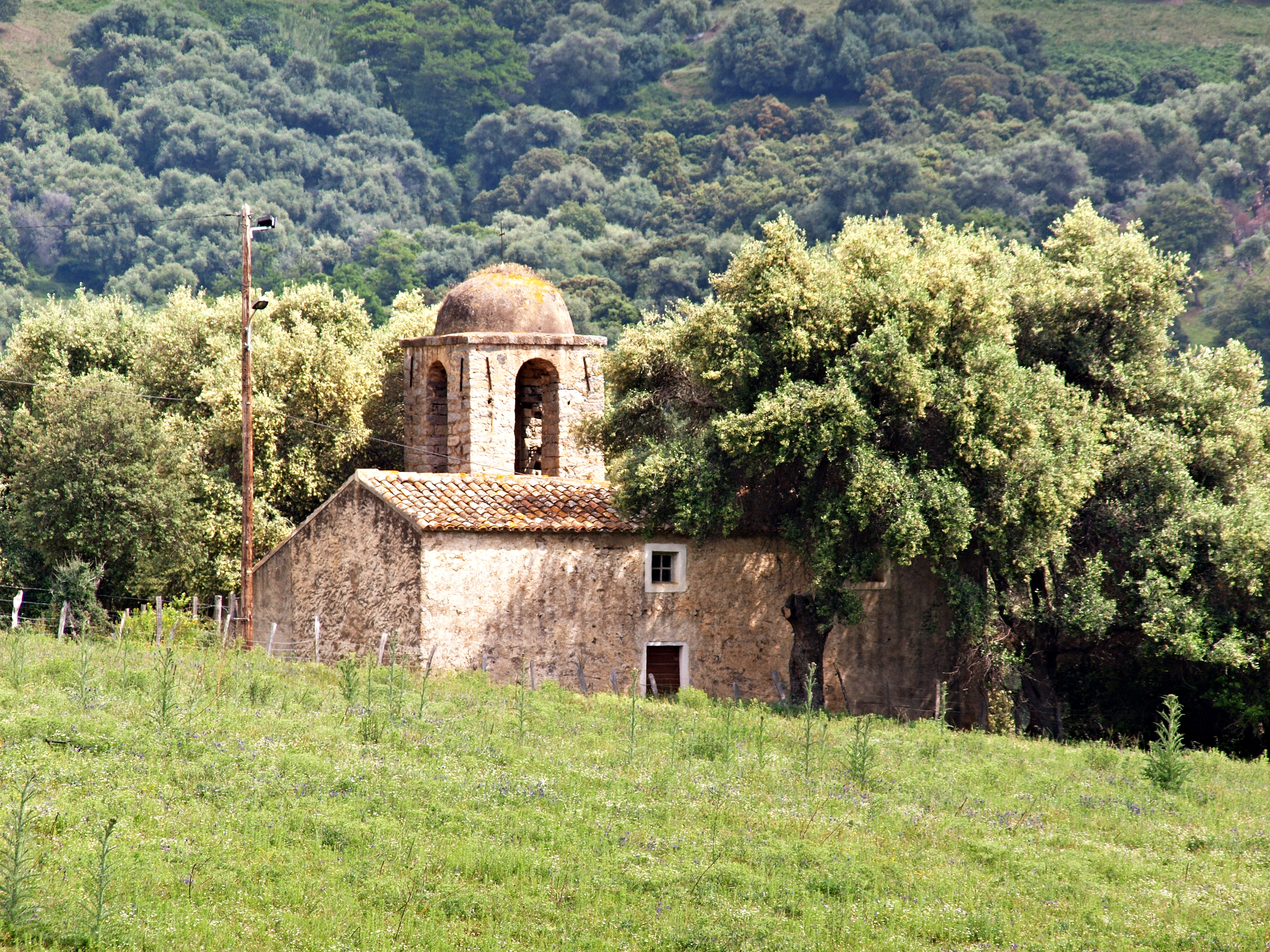
Église Saint-Jean-Baptiste.

L'église Saint-Jean-Baptiste est située au lieu-dit Lozzi, au nord-est du village de Cargèse. Simple « chapelle domestique » en 1845, comme le fait apparaître la documentation, l'église, du premier quart du XIXe siècle (?), remaniée en 1846, a été érigée en succursale en 1853. Elle est dotée d'une tour-clocher couronnée d'un dôme.
Elle est à l'Inventaire général du patrimoine culturel - Dossier versé le 27 juillet 2007.

#### Église Saint-Jean-Baptiste dite église piévane Saint-Jean-Baptiste de Paomia
L'église paroissiale Saint-Jean-Baptiste, dite « église piévane Saint-Jean-Baptiste de Paomia », se situe comme son nom l'indique, à Paomia, à l'est - nord-est du village de Cargèse, à environ 1 500 m par la route D 181 au sud - sud-ouest du hameau de Rundulinu.
Probablement construite au XIIe siècle, l'église Saint-Jean-Baptiste a constitué au cours du Moyen Âge l'église principale (Pieve) de la pieve de Paomia. Dévastée par les incursions répétées des Barbaresques dès la fin du XVe siècle, elle est reconstruite en fin du XVIIe siècle par la colonie grecque de Vitylo (actuellement Oytilo, en grec moderne Οίτυλο). À nouveau endommagée en 1731, lors de l'insurrection des Corses contre l'autorité génoise, elle est définitivement abandonnée. En 1839, en tournée en Corse, Prosper Mérimée observe des traces de peintures murales ornant le chœur et la présence d'un bas-relief énigmatique. Des pierres de cet édifice ont été réutilisées pour la construction de l'église Saint-Spyridon de Cargèse.
De cet édifice ruiné, Prosper Mérimée en décrit : « À l'intérieur de l'église, en ruines aujourd'hui, on voit au milieu de l'appareil du mur nord de la nef, un bras humain sculpté sur le granit, légèrement fléchi, et les doigts ouverts dirigés à 45°. Ce bras d'ailleurs très grossièrement travaillé n'a pu appartenir à un bas-relief plus considérable dont un fragment aurait été employé comme un simple moellon, car il occupe le milieu d'une dalle et est parfaitement isolé. Aucune autre sculpture ne se voit ni à l'intérieur ni à l'extérieur de l'église. Autrefois l'abside a été peinte à fresque, mais les peintures sont devenues absolument méconnaissables. ».
Elle est inscrite à l'Inventaire général du patrimoine culturel - Dossier versé le 27 juillet 2007.

#### Ancienne église Sainte-Barbe, puis église Saint-Élie

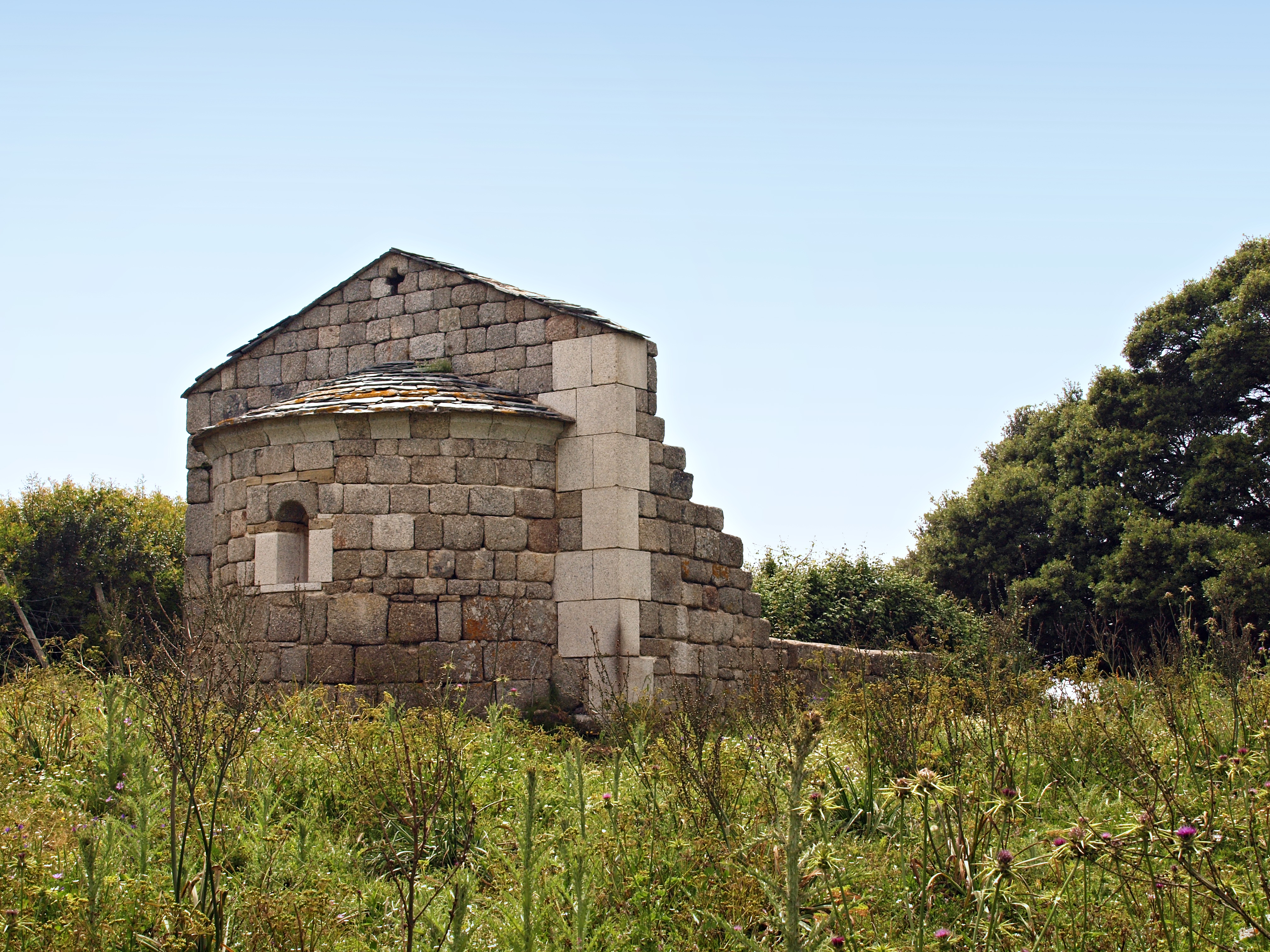
Ancienne église Saint-Élie.

D'abord chapelle, l'ancienne église Sainte-Barbe devint l'église Saint-Élie. Située au lieu-dit Campomoro à Paomia, à l'est - nord-est du village actuel de Cargèse, elle est ruinée. Il n'en reste que des vestiges.
Au milieu du Moyen Âge, une chapelle dédiée à sainte Barbe est élevée sur le territoire de Paomia. Endommagée par les incursions des barbaresques, elle est restaurée en fin du XVIIe siècle par la colonie grecque de Vitylo, qui la dédie au prophète Élie. En 1731, lors de la révolte des Corses contre l'autorité de Gênes, Elle est dévastée et définitivement délaissée comme lieu de culte.
Elle est inscrite à l'Inventaire général du patrimoine culturel - Dossier versé le 27 juillet 2007.

### Patrimoine naturel

#### Parc naturel régional
Cargèse est une commune adhérente au parc naturel régional de Corse, dans son « territoire de vie » appelé Dui-Sevi.

#### Terrains acquis par le Conservatoire de l'Espace Littoral
Capizzolu
Ce sont 33 ha de la commune, situés à la Pointe des Moines, entre la mer et la route D81. La zone englobe la plage de Capizzolu et s'arrête à la plage de Stagnoli. Ces terrains font l'objet de la fiche Capizzolu (FR1100363).
Molendinu
Les 30 ha de Molendinu occupent la bande littorale de la Punta di Molendinu. Ils font l'objet de la fiche Molendinu (FR1100066).
Omigna
Ces 170 ha de la commune, occupent la pointe d'Omigna, depuis la plage de Chiuni au nord jusqu'à proximité de la plage de Peru au sud. Ils font l'objet de la fiche Omigna (FR1100063).
Orchinu
Les 107 ha de cette zone communale représente toute la pointe d'Orchinu, depuis les limites septentrionales de Cargèse jusqu'à l'embouchure du Chiuni au nord de la plage éponyme. Ils font l'objet de la fiche Orchinu (FR1100062).
Puntiglione
Cette zone de 49 ha, occupe la pointe de Cargèse, soit la partie à l'ouest de Cargèse sur laquelle avait été construite la tour génoise de Cargèse. Elle fait l'objet de la fiche Puntiglione (FR1100064).
Spelunca
Spelunca est une zone située entre mer et route D81 à la sortie sud du village. Elle tire son nom du petit hameau de Spelunca. D'une superficie de 8 ha, elle fait l'objet de la fiche Spelunca (FR1100065).

#### Zone naturelle d'intérêt écologique, faunistique et floristique
Cargèse est concernée par trois de ces zones (communément appelées ZNIEFF) de 2e génération :
Chênaie verte d'Esigna-Revinda-Menasina-Paomia
L'intérêt porte sur l'espèce déterminante de reptile Algyroides fitzingeri (Wiegmann, 1834).
Le secteur couvre 803 ha des communes de Cargèse et de Marignana. Il est constitué d'un ensemble de quatre zones séparées géographiquement, dans l'arrière pays de Cargèse.
Au nord, la zone de Revinda est divisée en deux parties distribuées sur les versants opposés de la colline de Revinda où se situe le hameau.
Au centre, la zone d'Esigna, la forêt d'Esigna, qui est la plus vaste, s'étend sur cinq kilomètres de longueur sur le versant nord du Capu di Bagliu, en rive gauche du ruisseau d'Esigna.
Au sud-ouest, la zone de Menasina, traversée par le ruisseau de Menasin, se présente sous l'aspect d'un petit cirque boisé qui domine la mer.
À l'ouest de Menasina, la zone de Paomia occupe le haut bassin du ruisseau d'Arbitreccia entre 150 et 400 mètres d'altitude en aval du hameau de Rondulinu.
Ces quatre zones réparties sur des versants et des coteaux de l'étage méditerranéen ont une végétation constituée essentiellement de chênes verts associés à un haut maquis à bruyères et à arbousiers à Revinda et Paomia, au frêne orne à Esigna et à l'olivier à Menasina.
Punta d'Omigna, punta di Cargese, plages de Peru et de Chiuni
Le secteur couvre 429 ha de dunes et falaises au nord du village, englobant deux pointes rocheuses (Punta di Cargèse et Punta d’Omigna) ainsi que deux plages (Peru et Chiuni). Il présente son intérêt pour 25 espèces déterminantes recensées de gastéropodes, oiseaux, reptiles et plantes.
Punta d'Orchinu, Golfe de Topiti, Arone
Le secteur couvre 495 ha de dunes et falaises des communes de Cargèse et de Piana, entre le littoral et 364 mètres d’altitude. Il présente de l'intérêt pour 20 espèces déterminantes recensées de gastéropodes, mammifères, oiseaux, reptiles et plantes. À la richesse faunistique se rajoute un important cortège floristique et de nombreux habitats remarquables comme les formations à Euphorbe arborescente. La plage d’Arone, présente quant à elle des habitats et une flore qu’il est nécessaire de préserver, notamment la Matthiole à fruits à trois cornes.

#### Natura 2000
Sites d'Intérêt Communautaire (Dir. Habitats, faune, flore)
Porto/Scandola/Revellata/Calvi/Calanches de Piana (zone terrestre et marine)
Le SIC de la directive "Habitats, faune, flore", Porto/Scandola/Revellata/Calvi/Calanches de Piana est un ensemble de côtes rocheuses et de fonds marins remarquables dont l'intégrité est unique en Europe. Il s'étend sur une superficie de 50 227 ha, et est particulièrement fragile du fait d'une pression humaine estivale non négligeable.
Le site est inscrit à l'Inventaire national du patrimoine naturel sous la fiche FR9400574 - Porto/Scandola/Revellata/Calvi/Calanches de Piana.
Cap Rossu, Scandola, Pointe de la Reveletta, Canyon de Calvi
Le SIC de la directive "Habitats, faune, flore", Cap Rossu, Scandola, Pointe de la Reveletta, Canyon de Calvi, s'étend sur une superficie de 74 139 ha. Le plateau continental au large de Calvi fait partie d'un ensemble qui s'étend entre Saint-Florent et le Cap Cavallo. Le plateau continental à l'ouest de la Corse est coupé en trois blocs par des failles récentes qui se manifestent dans les canyons de L'Île-Rousse et de Calvi.
Le site qui abrite différents habitats remarquables tels que les récifs et les grottes submergées, est inscrit à l'Inventaire national du patrimoine naturel sous la fiche FR9402018 - Cap Rossu, Scandola, Pointe de la Reveletta, Canyon de Calvi.

### Coutumes

#### Costume traditionnel
Le costume traditionnel de Cargèse est un apport des réfugiés grecs sur le territoire.

### Personnalités liées à la commune
- Louis-Charles-René de Marbeuf (1712-1786), comte de Marbeuf, marquis de Cargèse, gouverneur de la Corse.
- Jean Ulacacci[58], peintre né à Cargèse en 1818.
- Patrick Fiori, chanteur, ayant passé une partie de sa jeunesse à Cargèse.
- Jean-Hugues Colonna, né à Cargèse, ancien député des Alpes-Maritimes.
- Yvan Colonna (1960-2022), fils de Jean-Hugues Colonna, surnommé « le berger de Cargèse », condamné pour le meurtre du préfet Claude Érignac en 1998.
- Rosy Ferrandini, chevalier des arts et des lettres, directrice des deux chorales de Cargèse. Elle a notamment publié un livre sur Cargèse autrefois.
- Bernard Fieschi, guitariste, compositeur, professeur au Conservatoire de Strasbourg. Il a écrit une œuvre considérable dont Thalassa et Musique pour une belle histoire. 1er prix du Conservatoire national supérieur de musique, ancien élève d'Alexandre Lagoya, il a travaillé avec John Williams et a reçu les félicitations d'Andrés Segovia pour la qualité de son jeu.
- Georges Charpak (1924-2010), prix Nobel de Physique en 1992, a été fait citoyen d'honneur de Cargèse depuis le 28 juillet 1993. Il fut l'un des premiers chercheurs à fréquenter l'institut de recherches scientifiques fondé dans la commune à la fin des années 1950 par Maurice Lévy.
- Dimétrius Dragacci, chevalier de la Légion d'honneur, officier du Mérite national, commissaire divisionnaire, ancien directeur régional de la police judiciaire de Corse en fonction lors de l'assassinat du préfet de Corse Claude Érignac.
- Martin Frasali (Paomia 1920 - Paris 1988). Professeur d’anglais. Linguiste et pédagogue. Secrétaire particulier de Jacques Faggianelli, ministre de la Marine marchande (1957).
- Elie Papadacci (Piana 1902 - Aiacciu 1989). Secrétaire de l’association Parlemu corsu. Journaliste, écrivain. Historien de Paomia, Carghjese, Vicu.
- Natale Rochiccioli (Carghjese 1911 - Carghjese 2002) Écrivain et poète aux adaptations très libres des fables de La Fontaine. En hommage, le centre culturel de Carghjese porte son nom.

### Héraldique, logotype et devise
| Blason de Cargèse | Blason  | D’azur à la colline d’argent, herbée de sinople, sommée d’une tour d’argent, surmontée d’une couronne d’or, à la champagne d’azur chargée d’un voilier contourné d’argent. |
| Blason de Cargèse | Détails | Le statut officiel du blason reste à déterminer. |